# وزير الصحة (العراق)
يعود تأسيس وزارة الصحة في العراق مع تشكيل أول حكومة في العراق وهي الوزارة النقيبية الأولى بتاريخ 11 تشرين الثاني 1920 تحت اسم «وزارة المعارف والصحة العمومية» واستمرت للفترة واستمرت من 11 تشرين الثاني 1920 حتى 23 آب 1921، أما في الوزارة النقيبية الثانية فقد انفصلت وزارة الصحة عن وزارة المعارف.

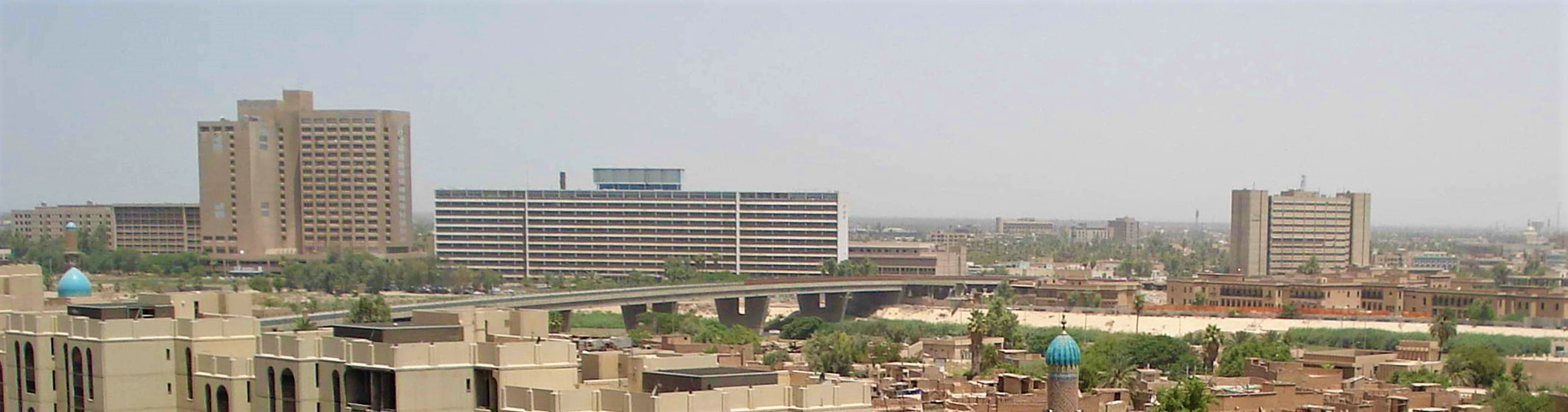
مبنى وزارة الصحة في يمين الصورة ومدينة الطب في بغداد يسار الصورة

## قائمة وزراء الصحة

### وزراء الصحة في العهد الملكي
يعد عزت باشا كركوكلي أول وزير للصحة، وكان في حينها يشغل منصب وزير المعارف والصحة العمومية.
| التسلسل | الاسم                | الصورة | المنصب                       | بداية المنصب         | نهاية المنصب | رئيس الوزراء               | الملك              |
| ------- | -------------------- | ------ | ---------------------------- | -------------------- | ------------ | -------------------------- | ------------------ |
| 1       | عزت باشا كركوكلي     |        | وزير المعارف والصحة العمومية | 11 تشرين الثاني 1920 | 22 شباط 1921 | عبد الرحمن الكيلاني النقيب | الاحتلال البريطاني |
| 2       | محمد مهدي بحر العلوم |        | وزير المعارف والصحة العمومية | 22 شباط 1921         | 23 آب 1921   | عبد الرحمن الكيلاني النقيب | الاحتلال البريطاني |
| 3       | حنا خياط             |        | وزير الصحة                   | 12 أيلول 1921        | 27 آذار 1922 | عبد الرحمن الكيلاني النقيب | فيصل الأول         |

بعد اجتماع لمجلس الوزراء في 27 آذار 1922، استقال من هذه الوزارة عدة وزراء بسبب عدة مشاكل كان ضمنهم الدكتور حنا خياط، فعين بعدها بعض الوزراء مكان الوزراء المستقيلين، أما وزارة الصحة فقد ألغيت وجعلت مديرية عامة تابعة لوزارة الداخلية.
أعيد استحداث وزارة الصحة في وزارة مصطفى العمري سنة 1952، وشغل عبد الرحمن جودت منصب وزير الصحة.
| التسلسل            | الاسم                | الصورة           | بداية المنصب         | نهاية المنصب         | رئيس الوزراء       | الملك       |
| ------------------ | -------------------- | ---------------- | -------------------- | -------------------- | ------------------ | ----------- |
| 4                  | عبد الرحمن جودت      |                  | 12 تموز 1952         | 21 تشرين الثاني 1952 | مصطفى محمود العمري | فيصل الثاني |
| 5                  | عبد المجيد القصاب    |                  | 23 تشرين الثاني 1952 | 29 كانون الثاني 1953 | نور الدين محمود    | فيصل الثاني |
| 6                  | محمد حسن سلمان       |                  | 29 كانون الثاني 1953 | 15 أيلول 1953        | جميل المدفعي       | فيصل الثاني |
| 7                  | عبد الأمير علاوي     |                  | 17 أيلول 1953        | 27 شباط 1954         | محمد فاضل الجمالي  | فيصل الثاني |
| 8 (للمرة الثانية)  | عبد المجيد القصاب    |                  | 8 آذار 1954          | 29 نيسان 1954        | محمد فاضل الجمالي  | فيصل الثاني |
| 9                  | عبد الهادي الباجه جي |                  | 29 نيسان 1954        | 6 حزيران 1954        | أرشد العمري        | فيصل الثاني |
| 10                 | صبيح الوهبي          |                  | 9 حزيران 1954        | 17 حزيران 1954       | أرشد العمري        | فيصل الثاني |
| 11 (للمرة الثانية) | محمد حسن سلمان       |                  | 3 أيلول 1954         | 17 كانون الأول 1955  | نوري السعيد        | فيصل الثاني |
| 12 (للمرة الثانية) | عبد الأمير علاوي     |                  | 17 كانون الأول 1955  | 16 كانون الأول 1957  | نوري السعيد        | فيصل الثاني |
| 12 (للمرة الثانية) | عبد الأمير علاوي     | علي جودت الأيوبي | 17 كانون الأول 1955  | 16 كانون الأول 1957  |                    | فيصل الثاني |
| 13                 | محمود بابان          |                  | 15 كانون الاول 1957  | 2 إذار 1958          | عبد الوهاب مرجان   | فيصل الثاني |
| 14 (للمرة الثالثة) | عبد الأمير علاوي     |                  | 3 آذار 1958          | 14 تموز 1958         | نوري السعيد        | فيصل الثاني |
| 14 (للمرة الثالثة) | عبد الأمير علاوي     | أحمد مختار بابان | 3 آذار 1958          | 14 تموز 1958         |                    | فيصل الثاني |

### وزراء الصحة في العهد الجمهوري
بعد الإطاحة بالنظام الملكي في ثورة 14 تموز 1958، تشكلت أول حكومة برئاسة عبد الكريم قاسم، وشغل الدكتور محمد صالح محمود منصب وزير الصحة.
| التسلسل          | الاسم                    | الصورة            | بداية المنصب         | نهاية المنصب         | رئيس الوزراء      | الرئيس                                |
| ---------------- | ------------------------ | ----------------- | -------------------- | -------------------- | ----------------- | ------------------------------------- |
| 15               | محمد صالح محمود          |                   | 14 تموز 1958         | 7 شباط 1959          | عبد الكريم قاسم   | محمد نجيب الربيعي (رئيس مجلس السيادة) |
| 16               | محمد عبد الملك الشواف    |                   | 10 شباط 1959         | 8 شباط 1963          | عبد الكريم قاسم   | محمد نجيب الربيعي (رئيس مجلس السيادة) |
| 17               | عزت مصطفى العاني         |                   | 8 شباط 1963          | 31 كانون الثاني 1964 | أحمد حسن البكر    | عبد السلام عارف                       |
| 17               | عزت مصطفى العاني         | طاهر يحيى         | 8 شباط 1963          | 31 كانون الثاني 1964 |                   | عبد السلام عارف                       |
| 18               | شامل السامرائي           |                   | 31 كانون الثاني 1964 | 3 أيلول 1965         |                   | عبد السلام عارف                       |
| 19               | عبد اللطيف البدري        |                   | 6 أيلول 1965         | 6 آب 1966            | عارف عبد الرزاق   | عبد السلام عارف                       |
| 19               | عبد اللطيف البدري        | عبد الرحمن البزاز | 6 أيلول 1965         | 6 آب 1966            |                   | عبد السلام عارف                       |
| 19               | عبد اللطيف البدري        | عبد الرحمن عارف   | 6 أيلول 1965         | 6 آب 1966            |                   |                                       |
| 20               | فؤاد حسن غالي            |                   | 6 آب 1966            | 3 أيار 1967          | ناجي طالب         |                                       |
| 21               | عبد الكريم هاني          |                   | 10 أيار 1967         | 10 تموز 1967         | عبد الرحمن عارف   |                                       |
| 22               | أحمد الشماع              |                   | 10 تموز 1967         | 13 كانون الثاني 1968 | طاهر يحيى         |                                       |
| 23               | جمال أحمد حمدي           |                   | 13 كانون الثاني 1968 | 17 تموز 1968         | طاهر يحيى         |                                       |
| 24 للمرة الثانية | عزت مصطفى العاني         |                   | 17 تموز 1968         | 10 أيار 1976         | عبد الرزاق النايف | أحمد حسن البكر                        |
| 24 للمرة الثانية | عزت مصطفى العاني         | أحمد حسن البكر    | 17 تموز 1968         | 10 أيار 1976         |                   | أحمد حسن البكر                        |
| 25               | رياض إبراهيم             |                   | 10 أيار 1976         | 27 تموز 1982         |                   | أحمد حسن البكر                        |
| 25               | رياض إبراهيم             | صدام حسين         | 10 أيار 1976         | 27 تموز 1982         | صدام حسين         |                                       |
| 26               | صادق حميد علوش           | صدام حسين         |                      | 27 تموز 1982         | صدام حسين         | 11 أيار 1988                          |
| 27               | سمير الشيخلي             | صدام حسين         |                      | ؟                    | صدام حسين         | ؟                                     |
| 28               | عبد السلام محمد سعيد     | صدام حسين         |                      | 1 آب 1988            | صدام حسين         | 5 أيلول 1993                          |
| 28               | عبد السلام محمد سعيد     | سعدون حمادي       |                      | 1 آب 1988            | صدام حسين         | 5 أيلول 1993                          |
| 28               | عبد السلام محمد سعيد     | محمد حمزة الزبيدي |                      | 1 آب 1988            | صدام حسين         | 5 أيلول 1993                          |
| 29               | أوميد مدحت مبارك         |                   | 5 أيلول 1993         | 9 نيسان 2003         | صدام حسين         | أحمد حسين خضير                        |
| 29               | أوميد مدحت مبارك         | صدام حسين         | 5 أيلول 1993         | 9 نيسان 2003         | صدام حسين         |                                       |
| 30               | خضير فاضل عباس           |                   | 2 أيلول 2003         | 1 حزيران 2004        | مجلس الحكم        | سلطات الاحتلال الأمريكي               |
| 31               | علاء عبد الصاحب العلوان  |                   | 1 حزيران 2004        | 3 أيار 2005          | إياد علاوي        | غازي الياور                           |
| 32               | عبد المطلب علي محمد صالح |                   | 3 أيار 2005          | 20 أيار 2006         | إبراهيم الجعفري   | جلال طالباني                          |
| 33               | علي الشمري               |                   | 22 أيار 2006         | 16 نيسان 2007        | نوري المالكي      | جلال طالباني                          |
| 34               | صالح مهدي الحسناوي       |                   | 30 تشرين الأول 2007  | 23 كانون الأول 2010  | نوري المالكي      | جلال طالباني                          |
| 35               | مجيد حمد أمين            |                   | 23 كانون الأول 2010  | 14 أيلول 2014        | نوري المالكي      | جلال طالباني                          |
| 36               | عديلة حمود العبودي       |                   | 14 أيلول 2014        | 16 آب 2016           | حيدر العبادي      | فؤاد معصوم                            |

### وزراء الصحة والبيئة
في 16 آب 2015، دمجت وزارة البيئة مع وزارة الصحة، بعد أن قرر رئيس الوزراء حيدر العبادي حينها ضمن مرسوم ديواني يقضي بإلغاء أربع وزارات ودمج ثمان أخرى مع بعضها.
| التسلسل              | الاسم                   | الصورة | بداية المنصب        | نهاية المنصب        | رئيس الوزراء       | الرئيس          |
| -------------------- | ----------------------- | ------ | ------------------- | ------------------- | ------------------ | --------------- |
| 36 (مستمرة)          | عديلة حمود العبودي      |        | 16 آب 2016          | 24 تشرين الأول 2018 | حيدر العبادي       | فؤاد معصوم      |
| 37 للمرة الثانية     | علاء عبد الصاحب العلوان |        | 24 تشرين الأول 2018 | 15 أيلول 2019       | عادل عبد المهدي    | برهم صالح       |
| 38                   | جعفر صادق علاوي         |        | 10 تشرين الأول 2019 | 6 آيار 2020         | عادل عبد المهدي    | برهم صالح       |
| 39                   | حسن محمد التميمي        |        | 7 آيار 2020         | 4 مايو 2021         | مصطفى الكاظمي      | برهم صالح       |
| وزير الصحة بالوكالة  | هاني العقابي            |        | 4 مايو 2021         | 26 اكتوبر 2022      | مصطفى الكاظمي      | برهم صالح       |
| وزير البيئة بالوكالة | جاسم الفلاحي            |        | 4 مايو 2021         | 26 اكتوبر 2022      | مصطفى الكاظمي      | برهم صالح       |
| وزير الصحة والبيئة   | صالح مهدي الحسناوي      |        | 27 تشرين الاول 2022 | حتى الأن            | محمد شياع السوداني | عبد اللطيف رشيد |